# Hypogäen von Biniai Nou
Koordinaten: 39° 54′ 20,7″ N, 4° 12′ 44,5″ O
Die Hypogäen von Biniai Nou sind zwei Grabbauten aus der Kupfersteinzeit auf der Baleareninsel Menorca. Sie sind gegenwärtig die ältesten datierten Bauwerke auf der Insel.

## Lage
Die archäologische Fundstätte befindet sich in der Gemeinde Maó etwa 5 km westnordwestlich des Stadtzentrums auf dem Landgut Biniai Nou. Von der Inselstraße Me-1 ist sie etwa 750 m entfernt. Da die Hypogäen auf Privatland stehen, ist eine Besichtigung nur nach vorheriger Anmeldung möglich.

## Ausgrabung
Die beiden Gräber wurden 1997 und 1998 von einem archäologischen Team mit Unterstützung des Museums von Menorca ausgegraben. Diese Ausgrabungen brachten Grabbeigaben zu Tage, darunter Keramikgefäße, Ahlen, und Radiolaritfragmente. Die Bedeutung von Biniai Nou liegt insbesondere in der Datierung. Die Radiokarbonanalyse eines der menschlichen Knochen lieferte die älteste Datierung aus der Vorgeschichte Menorcas und damit den ältesten Beweis für die menschliche Präsenz auf der Insel (kalibriert 2130–1930 v. Chr.).
Das eingestürzte Dach des Hypogäums 2 wurde im Jahr 2000 wiederhergestellt.

## Beschreibung
Zu den Begräbnistraditionen der ersten menschlichen Gemeinschaften auf Menorca gehört der Bau von kollektiven Gräbern. Einige Gräber wurden komplett oberirdisch gebaut, wie der Dolmen von Ses Roques Llises. Andere, wie Biniai Nou, bestanden aus einer horizontal in den Felsen gehauenen runden Kammer und einem mit Erde bedeckten Korridor aus großen Steinplatten.
Hypogäum 1 hat eine leicht konkave Fassade mit einem zentralen Eingang. Dieser führt zu einem Korridor, der von einem Doppelplattensystem bedeckt ist. Die Kammer hat einen ovalen, fast kreisförmigen Grundriss und eine Steinbank auf der linken Seite. Kammer und Korridor sind in einem guten Erhaltungszustand. Da das Hypogäum aber über einen langen Zeitraum als Haustierstall benutzt wurde, waren die archäologisch interessanten Schichten zur Zeit der Grabung bereits zerstört. In einer Vertiefung im Boden der Kammer fand man 1997 lediglich einige menschliche Zähne und Knochen. Die Altersbestimmung auf der Grundlage der C14-Datierung eines dieser Knochen ergab eine Zeitspanne von 2290 bis 2030 v. Chr. Die ebenfalls durchgeführten 13C- und 15N-Isotopenanalysen weisen jedoch auf eine Ernährung mit einem großen Anteil an Süßwasserfisch hin, was die Altersbestimmung um mindestens 100 Jahre älter erscheinen lässt. Der Knochen stammt deshalb eher aus der Zeit zwischen 2130 und 1930 v. Chr.
Vor dem Hypogäum wurde zahlreiche Scherben großer Keramikgefäße gefunden, die von hier ausgeübten gesellschaftlichen Praktiken zeugen, die wahrscheinlich mit Speise- oder Trankopfern verbunden waren.
Etwa 50 Meter neben dem Eingang zu Hypogäum 1 befindet sich eine capada de moro, eine kleine runde Nische, die häufig in talayotischen Nekropolen sowohl innerhalb wie außerhalb von Hypogäenen anzutreffen ist. Ihre genaue Funktion ist unbekannt, aber sie steht zweifellos in Verbindung mit Bestattungsriten.
Hypogäum 2 besitzt ebenfalls eine leicht konkave Fassade mit einem zentralen Eingang, der zu einem kurzen Korridor führt. Die Grabkammer ist kreisförmig, und ein Teil ihrer Decke war bis zu ihrer Rekonstruktion im Jahr 2000 eingestürzt. Im Gegensatz zu Hypogäum 1 wurden zahlreiche menschliche Knochen und Grabbeigaben gefunden. Die Archäologen konnten zwei Schichten unterscheiden, die durch einen Fußboden aus Steinplatten getrennt waren. Obwohl die Kammer vor dem Verlegen der Platten geleert worden war, konnten noch einige Reste der unteren Schicht geborgen werden. Altersbestimmungen für diese älteren Knochen ergaben, dass eine Person um 2000 v. Chr. gestorben war. Andere Datierungen zeigen, dass das Grab um 1500 v. Chr. umgestaltet wurde. Mindestens 81 Männer, Frauen und Kinder wurden hier bestattet, die meisten nach dem Umbau. Die Kindersterblichkeit muss zu dieser Zeit hoch gewesen sein, denn 22 der bestatteten Menschen waren Kinder mit einem Alter unter 4 Jahren. Um 1100 v. Chr. endete die Nutzung des Hypogäums. Eine einzelne Bestattung hat aber auch noch zwischen 400 und 200 v. Chr. stattgefunden.

## Abmessungen
Hypogäum 1:
- maximaler Durchmesser der Kammer: 3,20 m
- Türbreite der Kammer: 0,80 m
- Breite der Fassade: 7,25 m
- Länge des Korridors: 2,50 m
- Breite des Korridors: 1,00 m
- Höhe des Korridors: 1,20 m

Hypogäum 2:
- maximaler Durchmesser der Kammer: 2,25 m
- maximale Höhe der Kammer: 1,00 m
- Türbreite der Kammer: 1,00 m
- Breite der Fassade: 3,50 m
- Länge des Korridors: 1,85 m
- Breite des Korridors: 1,00 m
- Höhe des Korridors: 0,70 m

## Denkmalschutz
Die Hypogäen von Biniai Nou sind als Kulturgüter (Bienes de Interés Cultural) geschützt. Die heutige Registriernummer beim spanischen Kulturministerium ist R-I-51-0003515.
Die Fundstätte gehört zu den 32 archäologischen Stätten, die Spanien am 14. Januar 2016 als „Talayotische Kultur Menorcas“ offiziell für eine Aufnahme in die UNESCO-Liste des Welterbes vorschlug. Das Welterbekomitee stellte den Antrag auf seiner 41. Sitzung im Juli 2017 zurück und forderte Nachbesserungen. Zu den 24 Stätten die 2023 als „Talayotisches Menorca“ Weltkulturerbe wurden, gehören die Hypogäen von Biniai Nou nicht.